# Ilave
Denna artikel avser staden i Peru. För staden Ilava i Slovakien, se Ilava, Slovakien. För staden Iława i Polen, se Iława.
Ilave (aymara: Illawi) är en stad på högplatån (Altiplano) i södra Peru, 3 862 meter över havet. Den är centralort i distriktet Ilave i provinsen El Collao i departementet Puno.
Instituto nacional de cultura har identifierat spår efter människor i närbelägna bergsområden från omkring 5.500 före Kristus, och senare fanns bosättning nära Titicacasjön. Det fanns också bosättning vid Ilave under Tiahuanaco-kulturen.  
År 1563 var Ilave en by. De första spanska bosättarna tillhörde Dominikanerorden och uppförde där kyrkan San Miguel samt 17 andra kloster och kyrkor i Ilave och det omkringliggande området. Orten hade ursprungligen namnet Kunkanqullu och fick senare namn efter floden Ilave.